# Lady Macbeth

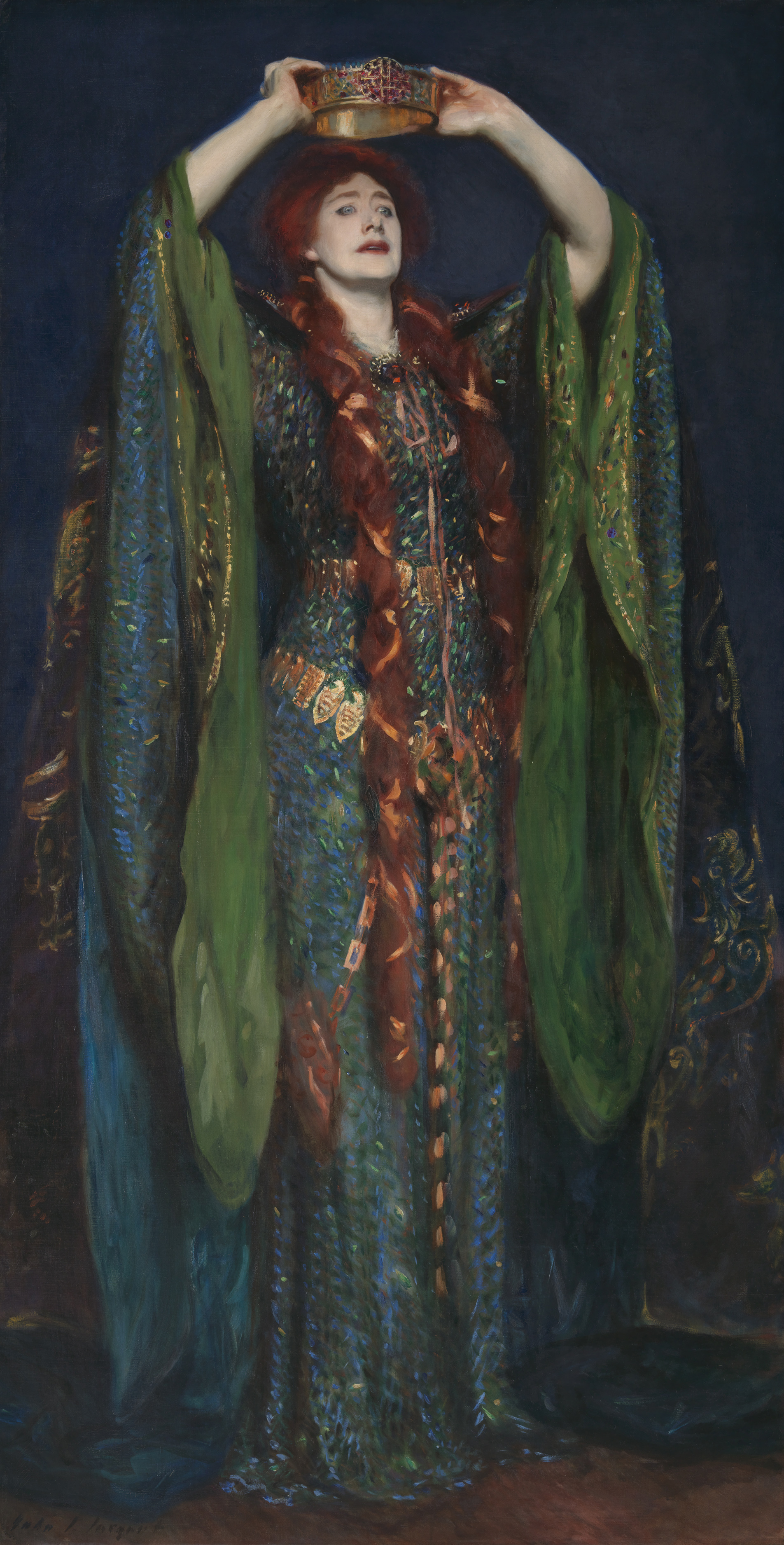
Lady Macbeth såsom konstnären John Singer Sargent porträtterade henne på en oljemålning 1889.

Lady Macbeth är en av dramatikens mest kända och mytomspunna gestalter. 
Som maka till kungen av Skottland i en av William Shakespeares mest kända pjäser; Macbeth, har ladyns karaktär genom åren fascinerat både regissörer, forskare och rolltolkande skådespelare. Även om Macbeth på försättsbladet skrivs som huvudperson i Macbeth menar många att det i själva verket är ladyn som är den mest intressanta personligheten och karaktären i pjäsen (och egentligen dess huvudroll). Lady Macbeth är hela tiden spindeln i nätet; den person som driver på och bearbetar sin make att smida sina ränker för att försöka bemästra ödet. Hennes make är maktlysten, blodtörstig och hänsynslös, men Lady Macbeth är genom hela pjäsen hela tiden snäppet svartare och råare. Pjäsen slutar också med att hon till sist blir sinnessjuk. 
Lady Macbeth har sedan, baserad på Shakespeares pjäs, blivit bland annat huvudperson i en opera av Verdi, och det har skrivits ett flertal böcker om hennes natur.

## En av Lady Macbeths kända repliker/monologer i pjäsen
- "Come, you spirits
That tend on mortal thoughts, unsex me here
And fill me from the crown to the toe top-full
Of direst cruelty!
[...]
Come to my woman's breasts
And take my milk for gall, you murd'ring ministers,
 Wherever in your sightless substances 
 You wait on nature's mischief. Come, thick night,
 And pall thee in the dunnest smoke of hell,
 That my keen knife see not the wound it makes,
 Nor heaven peep through the blanket of the dark 
 To cry, 'Hold, hold!' "

(engelsk originaltext ur Akt 1, Scen 5)